# Panimávida Airport
Panimávida Airport är en flygplats i Chile.   Den ligger i provinsen Provincia de Linares och regionen Región del Maule, i den södra delen av landet, 270 km söder om huvudstaden Santiago de Chile. Panimávida Airport ligger 202 meter över havet.
Terrängen runt Panimávida Airport är kuperad åt sydost, men åt nordväst är den platt. Närmaste större samhälle är Linares, 19,3 km sydväst om Panimávida Airport.
I omgivningarna runt Panimávida Airport växer i huvudsak städsegrön lövskog. Runt Panimávida Airport är det ganska tätbefolkat, med 75 invånare per kvadratkilometer.